# 国際連合安全保障理事会決議209
国際連合安全保障理事会決議209（こくさいれんごうあんぜんほしょうりじかいけつぎ209、英: United Nations Security Council Resolution 209）は、1965年9月4日に国際連合安全保障理事会で採択された決議である。カシミールの情勢に関係する。
安保理は、カシミールの停戦ライン付近において情勢が悪化していることを受けて、インドとパキスタンに対して、即時に停戦し、それぞれの停戦ラインまで撤退するのに必要なあらゆる措置をとるように要請した。
また、インド政府とパキスタン政府に対して国際連合インド・パキスタン軍事監視団に全面的に協力することを要請するとともに、ウ・タント国際連合事務総長に対して、決議の履行について3日以内に折り返し報告するように要請した。
決議は全会一致で採択された。